# Villaescusa de Ebro
Villaescusa de Ebro es una localidad de Cantabria (España) perteneciente al municipio de Valderredible, en la comarca de Campoo-Los Valles. Se encuentra a 688 m s. n. m., en el fondo de la garganta del Ebro y en la parte oriental del municipio. Dista 11 kilómetros de Polientes, la capital municipal. La población, en 2024 (INE), era de 15 habitantes.
Es el último pueblo que atraviesa el río Ebro antes de abandonar Cantabria y adentrarse en la provincia de Burgos.

## Patrimonio histórico y natural
La arquitectura doméstica de Villaescusa de Ebro posee características distintas de las del resto de Valderredible. En principio, se asemeja a la de los pueblos burgalesas inmediatos por la sencillez estructural de las construcciones, en las que apenas destaca algún elemento como la solana alta entre muros cortafuegos salientes. Pero su elemento más significativo es el uso de la piedra de toba como material de construcción, La roca de toba (arenisca de baja dureza) es poco habitual en el cañón del Ebro (de naturaleza calcárea). Sin embargo, en los alrededores de Villaescusa, aflora la piedra toba en las surgencias de las corrientes acuáticas subterráneas (filtradas por todo el páramo de La Lora) que proporcionan un material pétreo menos noble pero de mayor facilidad de extracción que la calcita.
Este factor fue sin duda tenido en cuenta a la hora de excavarse hacia los siglos IX o X el conjunto eremítico-rupestre que se localiza por encima de la cascada de “El Tobazo”, de difícil acceso. Este eremitorio consta de tres cavidades de distinto tamaño que se aprovechan, en parte, de una oquedad previa de la roca. La más importante en la central, en la que se describe un espacio litúrgico rectangular con cabecera recta, comunicado a través de dos estrechos corredores con las otras dos, supuestamente concebidas como dependencias eremíticas y monasteriales.
La iglesia parroquial de Santa Isabel se sitúa un poco apartada del casco urbano, en un antiguo despoblado. Es un templo del siglo XVII, que conserva restos románicos en la pila bautismal de “dientes de sierra” y en un bajorrelieve de tosca ejecución que podría fecharse en el siglo XI, anterior a la eclosión del estilo por la zona sur de Cantabria. El edificio se encuentra en un estado bastante degradado.
Por Villaescusa de Ebro pasa el trazado del sendero de gran recorrido GR-99 (Sendero del Ebro), que pretende seguir el curso de este río desde Fontibre hasta el Delta del Ebro. A dos kilómetros de la localidad siguiendo este sendero de gran recorrido en dirección sur (Burgos) se encuentra la cascada del Tobazo. Esta cascada se caracteriza por sus depósitos de toba y el eremitario que se encuentra en su parte superior. Debido al reducido caudal del arroyo que la alimenta, suele tener únicamente agua en primavera e invierno.
Celebra la festividad de Santa Isabel el primer domingo de julio.

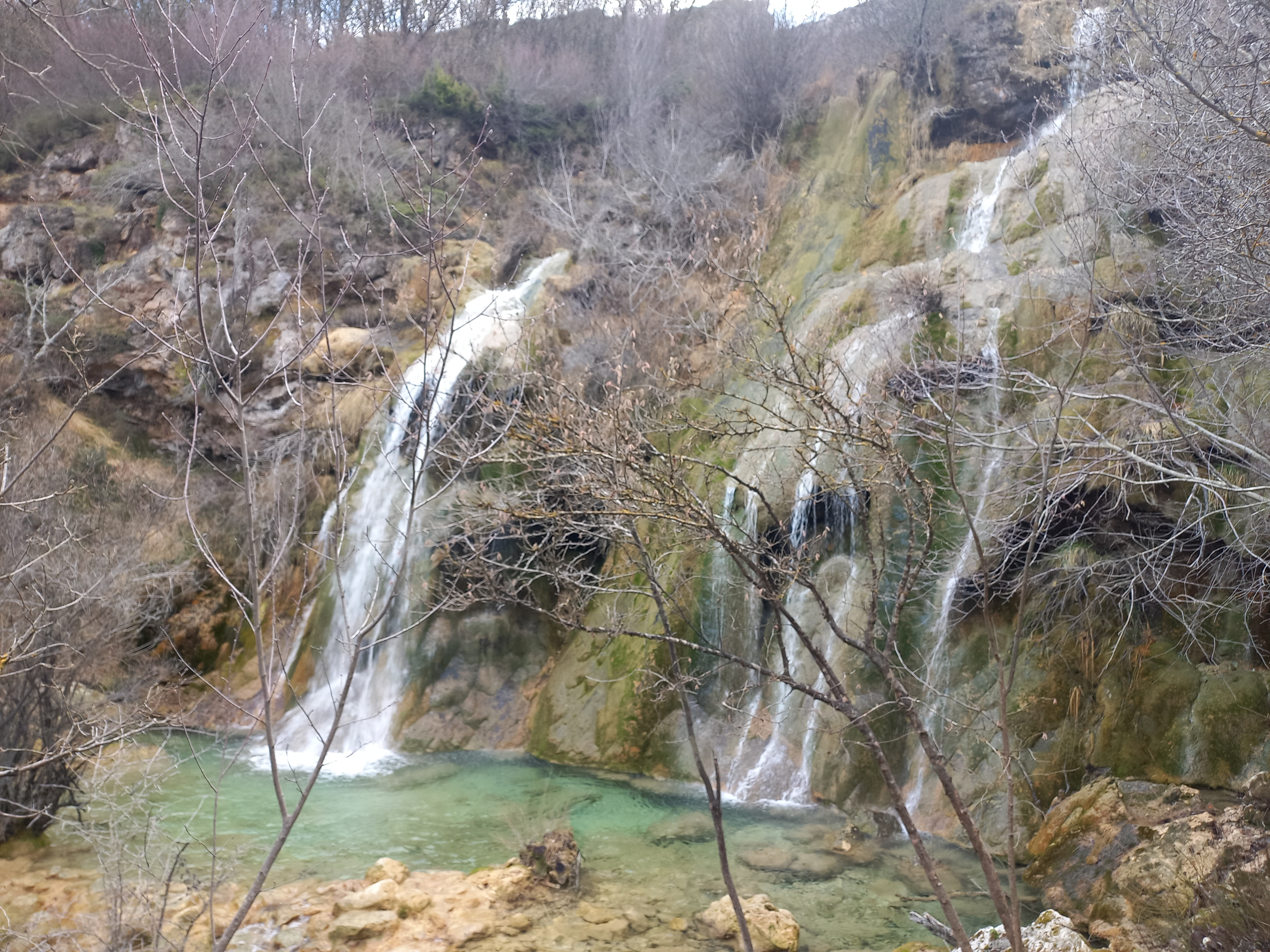
Cascada del Tobazo